# Odorrana jingdongensis
Odorrana jingdongensis là một loài ếch trong họ Ranidae. Chúng được tìm thấy ở Trung Quốc, và có thể ở Lào, Myanmar và Việt Nam.
Các môi trường sống tự nhiên của chúng là rừng mây ẩm nhiệt đới và cận nhiệt đới và sông. Loài này đang bị đe dọa do mất môi trường sống.
Tại Trung Quốc, nó được gọi là 景东臭蛙 (Cảnh Đông xú oa, nghĩa là ếch hôi Cảnh Đông).